# Struthanthus macrostachyus
Struthanthus macrostachyus är en tvåhjärtbladig växtart som beskrevs av Cyrus Longworth Lundell. Struthanthus macrostachyus ingår i släktet Struthanthus och familjen Loranthaceae. Inga underarter finns listade i Catalogue of Life.